# Рок, Крис
Кри́стофер Джу́лиус «Крис» Рок III (англ. Christopher Julius "Chris" Rock III; род. 7 февраля 1965, Андрус, Южная Каролина, США) — американский актёр, комик, сценарист, теле- и кинопродюсер, режиссёр.

## Ранние годы
Имеет четырёх братьев: Эндрю Рока, Чарльза Рока, Джордана Рока и Тони Рока. Их отец, Джулиус Рок, страдал язвой желудка и умер в 1988 после операции.
В школе, в которой он учился, были лишь белые дети, в результате чего он с раннего детства подвергался дискриминации. Ранняя борьба с расизмом оказала влияние на его творчество в роли комика. Рок прославился благодаря своему чувству юмора, он не чувствует угрызений совести и может высмеивать людей любого пола и расы. Из-за своего раскованного характера получил всеобщее признание и уважение.

## Карьера
Прежде всего известен как комик, работающий в стиле стендап. Был пятым в списке лучших стендап-комиков всех времён по версии телеканала «Comedy Central».
В середине-конце 1980-х зарабатывал славу комедийного киноактёра, играя маленькие роли в таких фильмах, как New Jack City и «Я достану тебя, ублюдок». Его работу в ночных клубах заметил Эдди Мерфи, который помог ему продвинуться в карьере и устроил его в фильм «Полицейский из Беверли-Хиллз 2». Затем появился в фильме «Я достану тебя, ублюдок» (1988), где расизм использовали в комедийной манере.

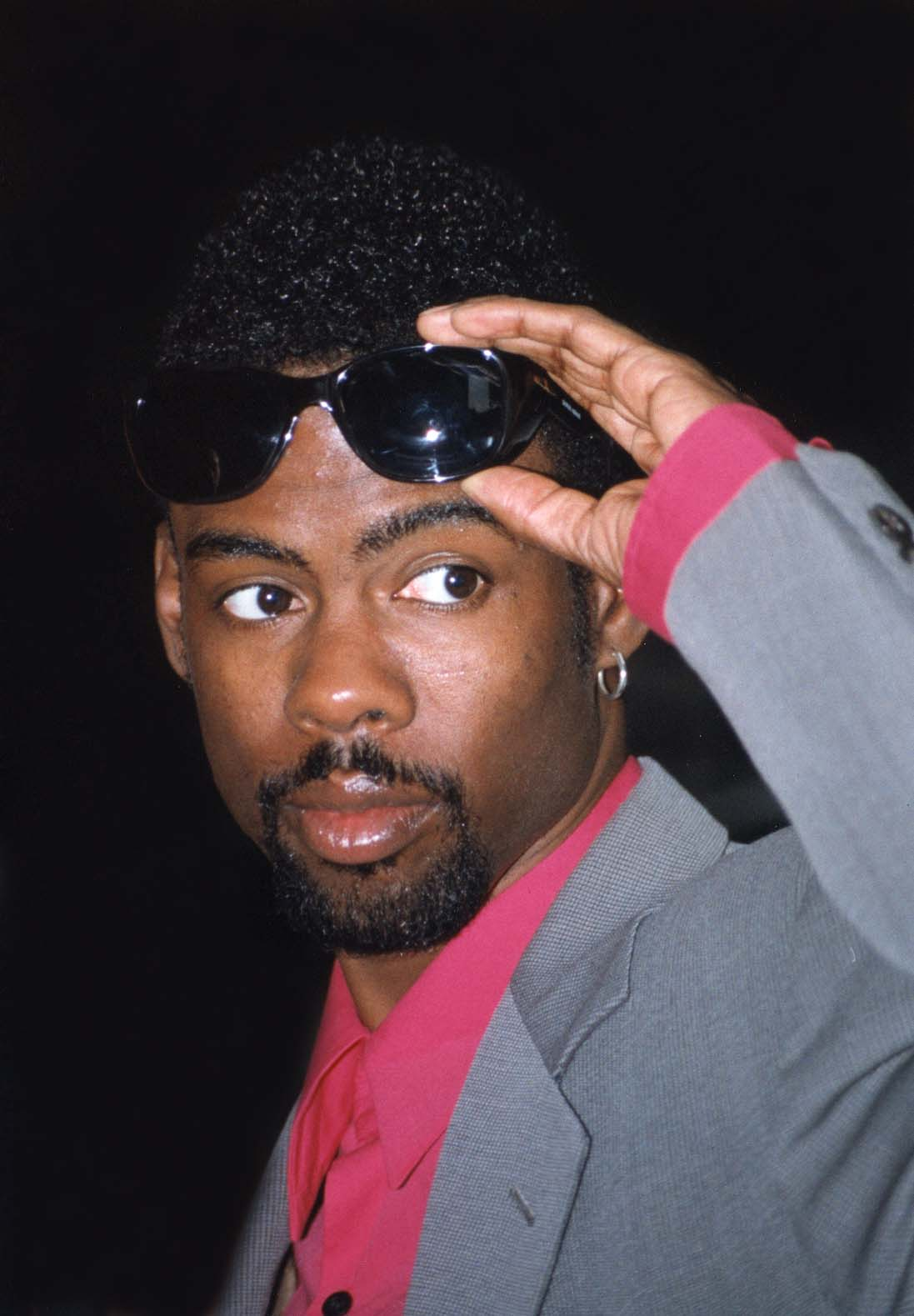
Крис Рок в 1995 году

В 1990 Рок следует по стопам своего кумира Эдди Мерфи, присоединившись к актёрскому составу «Субботним вечером в прямом эфире». Так же ему досталась небольшая роль, герой по имени Пуки, наркозависимый информатор в фильме «Нью-Джек-Сити». Проведя три сезона на SNL, Рок решил найти другие возможности для карьерного роста. В 1993 году Рок появился в «В ярких красках» (1990—1994) для нескольких эпизодов до того как шоу отменили. Хотя он и играл много других ролей, зрители ассоциировали его с его персонажем Nat X. Летом 1993 года Рок был уволен с SNL. После этого Рок попробовал пробиться в Голливуд, но не смог нигде пройти кастинг и опять занялся стендап комеди.
1996 год стал поворотным моментом в карьере Рока. Его талант был признан HBO. Комик получил две премии Эмми и широкое признание критиков за шоу Bring the Pain с его участием в главной роли. В 1997 году Рок начал своё собственное телешоу на HBO, «Шоу Криса Рока», принёсшее ему две награды CableACE. Примерно в это же время Рок появляется в фильмах «Сержант Билко» (1996), «Ниндзя из Беверли-Хиллз» (1996), и «Смертельное оружие 4» (1998). Последние значимые фильмы включают в себя «Догма» (1999), «Джей и Молчаливый Боб наносят ответный удар» (2001), «Плохая компания» (2001) совместно с Энтони Хопкинсом, а также озвучка Марти из «Мадагаскара» для DreamWorks (2005).
Шоу Bring the Pain в 1996 году принесло Крису славу самого горячего актёра в своём жанре. Добавила популярности и роль комментатора в Comedy Central на президентских выборах в 1996 году. После этого Рок стал получать много ролей, сделавших его одним из самых популярных комиков в Америке.
В дополнение к игре у Рока есть 3 комедийных шоу: Bring the Pain в 1996 году, Bigger and Blacker в 1999 году и, самое главное, Never Scared в 2004 году. Также Крис вёл ток-шоу на канале HBO, The Chris Rock Show, где он брал интервью у многих знаменитых людей.
Его телевизионные работы принесли ему 3 премии «Эмми», а также 15 номинаций за его игру и сценарии. В 2004 году Рок был назван 5-м Величайшим исполнителем в жанре Стендап камеди на Comedy Central. К этому времени Рок записал свои комедии в книгу Rock This, а также выпустил два диска (Bigger and Blacker и Born Suspect), ставшие одними из самых продаваемых альбомов.
В 2005 году Крис вёл 77-ю церемонию награждения премией «Оскар».
В этом же году был запущен полубиографический комедийный сериал «Все ненавидят Криса» о детстве актёра. История о детстве Криса Рока, где показано, как живут школьники в самых страшных районах Нью-Йорка. Сериал быстро набрал популярность.
В 2022 году на 94-й церемонии вручения премии «Оскар» вручал награду за лучший документальный фильм. Во время церемонии стал участником инцидента, при котором получил удар по лицу от актёра Уилла Смита за шутку о его жене Джаде Смит.
4 марта 2023 года Рок вернулся на Netflix с шоу «Крис Рок: Избирательная ярость», первое в истории сервиса шоу в прямом эфире.

## Личная жизнь
Крис Рок был женат на Малаак Комптон-Рок (англ. Malaak Compton-Rock) с 23 ноября 1996 года. Она — основатель и исполнительный директор StyleWorks, компании, предоставляющей бесплатные услуги неблагополучным женщинам. У них есть две дочери, Лола Симоне (англ. Lola Simone) (род. 28 июня 2002) и Зара Саванна (англ. Zahra Savannah) (род. 22 мая 2004). Пара развелась 22 августа 2016 года.

## Фильмография

### Актёр
| Год       |     | Русское название                            | Оригинальное название                           | Роль                                      |
| --------- | --- | ------------------------------------------- | ----------------------------------------------- | ----------------------------------------- |
| 1985      | ф   | Краш Грув                                   | Krush Groove                                    | парень, стоящий у телефона во время драки |
| 1987      | ф   | Полицейский из Беверли-Хиллз 2              | Beverly Hills Cop 2                             | парковщик                                 |
| 1987      | с   | Полиция Майами                              | Miami Vice                                      | Карсон                                    |
| 1988      | ф   | Я достану тебя, ублюдок                     | I’m Gonna Git You Sucka                         | клиент в закусочной                       |
| 1990—1993 | с   | Субботним вечером в прямом эфире            | Saturday Night Live                             | разные персонажи                          |
| 1991      | ф   | Нью-Джек-Сити                               | New Jack City                                   | Пуки                                      |
| 1992      | ф   | Бумеранг                                    | Boomerang                                       | Бони Ти                                   |
| 1993      | ф   | СиБи 4: Четвёртый подряд                    | CB4                                             | Альберт / MC Густо                        |
| 1993      | с   | —                                           | Stanley T in Da House                           | в роли самого себя                        |
| 1993—1994 | с   | В ярких красках                             | In Living Color                                 | разные персонажи                          |
| 1995      | ф   | Пантера                                     | Panther                                         | Юк Мауф                                   |
| 1995      | с   | Принц из Беверли-Хиллз                      | The Fresh Prince of Bel-Air                     | Морис Перри / Джасмин Перри               |
| 1995      | ф   | Бессмертные                                 | The Immortals                                   | Дик Энтони                                |
| 1995—1997 | мс  | —                                           | The Moxy Show                                   | Фли                                       |
| 1996      | с   | Мартин                                      | Martin                                          | Валентино Уотсон                          |
| 1996      | с   | Убойный отдел                               | Homicide: Life on the Street                    | Карвер Дули                               |
| 1996      | ф   | Сержант Билко                               | Sgt. Bilko                                      | Старший лейтенант Остер                   |
| 1997      | ф   | Ниндзя из Беверли-Хиллз                     | Beverly Hills Ninja                             | Джои                                      |
| 1997      | мс  | Сказочные истории для всех детей            | Happily Ever After: Fairy Tales for Every Child | Вуди                                      |
| 1998      | мс  | Царь горы                                   | King of the Hill                                | Роджер «Буда» Сак                         |
| 1998      | ф   | Доктор Дулиттл                              | Dr. Dolittle                                    | Родни                                     |
| 1998      | ф   | Смертельное оружие 4                        | Lethal Weapon 4                                 | детектив Ли Баттерс                       |
| 1999      | ф   | Догма                                       | Dogma                                           | Руфус                                     |
| 1999      | тф  | Джеки вернулась!                            | Jackie's Back!                                  | в роли самого себя                        |
| 2000      | ф   | Сестричка Бетти                             | Nurse Betty                                     | Уэсли                                     |
| 2000      | с   | —                                           | DAG                                             | в роли самого себя                        |
| 2000      | тф  | Исчезающий                                  | Disappearing Acts                               | конферансье                               |
| 2001      | ф   | Обратно на Землю                            | Down to Earth                                   | Лэнс Бартон                               |
| 2001      | ф   | Искусственный разум                         | AI: Artificial Intelligence                     | робот, уничтоженный на «Ярмарке плоти»    |
| 2001      | ф   | Пути Тэнг                                   | Pootie Tang                                     | Джей Би / диджей на радио / отец Пути     |
| 2001      | ф   | Осмосис Джонс                               | Osmosis Jones                                   | Осмосис Джонс                             |
| 2001      | ф   | Джей и Молчаливый Боб наносят ответный удар | Jay and Silent Bob Strike Back                  | Чака Лютер Кинг                           |
| 2002      | ф   | Плохая компания                             | Bad Company                                     | Джейк Хейс / Кевин Поуп / Майкл Тёрнер    |
| 2003      | ф   | Поли Шор мёртв                              | Pauly Shore Is Dead                             | в роли самого себя                        |
| 2003      | с   | Шоу Берни Мака                              | The Bernie Mac Show                             | в роли самого себя                        |
| 2003      | ф   | Глава государства                           | Head of State                                   | Мейс Гиллиам                              |
| 2004      | ф   | Папарацци                                   | Paparazzi                                       | доставщик пиццы                           |
| 2005      | ф   | Всё или ничего                              | The Longest Yard                                | Шустрила                                  |
| 2005      | мф  | Мадагаскар                                  | Madagascar                                      | Марти                                     |
| 2005—2009 | с   | Все ненавидят Криса                         | Everybody Hates Chris                           | рассказчик / мистер Эбботт                |
| 2007      | ф   | Кажется, я люблю свою жену                  | I Think I Love My Wife                          | Ричард Купер                              |
| 2007      | мф  | Би Муви: Медовый заговор                    | Bee Movie                                       | комар Лосегрыз                            |
| 2008      | ф   | Не шутите с Зоханом                         | You Don’t Mess with the Zohan                   | таксист                                   |
| 2008      | мф  | Мадагаскар 2                                | Madagascar 2                                    | Марти                                     |
| 2009      | мф  | Рождественский Мадагаскар                   | Merry Madagascar                                | Марти                                     |
| 2010      | ф   | Смерть на похоронах                         | Death at a Funeral                              | Аарон                                     |
| 2010      | ф   | Одноклассники                               | Grown Ups                                       | Курт Маккензи                             |
| 2011—2012 | с   | Луи                                         | Louie                                           | в роли самого себя                        |
| 2012      | ф   | 2 дня в Нью-Йорке                           | 2 Days in New York                              | Мингус                                    |
| 2012      | ф   | Чего ждать, когда ждёшь ребёнка             | What to Expect When You’re Expecting            | Вик                                       |
| 2012      | мф  | Мадагаскар 3                                | Madagascar 3: Europe’s Most Wanted              | Марти                                     |
| 2012      | мф  | Мадагаскар: Любовная лихорадка              | Madly Madagascar                                | Марти                                     |
| 2013      | с   | Высший класс                                | A.N.T. Farm                                     | в роли самого себя                        |
| 2013      | ф   | Одноклассники 2                             | Grown Ups 2                                     | Курт Маккензи                             |
| 2014      | ф   | Пятёрка лидеров                             | Top Five                                        | Андре Аллен                               |
| 2015      | с   | Брод Сити                                   | Broad City                                      | в роли самого себя                        |
| 2015      | с   | Шоу Гэффигана                               | The Jim Gaffigan Show                           | в роли самого себя                        |
| 2015      | с   | Империя                                     | Empire                                          | Фрэнк Гетерс                              |
| 2015      | тф  | Очень мюрреевское Рождество                 | A Very Murray Christmas                         | в роли самого себя                        |
| 2015      | тф  | —                                           | Dancing in the Light: The Janet Collins Story   | рассказчик                                |
| 2016      | кор | —                                           | An Ode to Hannibal Buress                       | рассказчик                                |
| 2017      | ф   | Сэнди Уэкслер                               | Sandy Wexler                                    | свидетель                                 |
| 2018      | ф   | Неделя до…                                  | The Week Of                                     | Кирби Кордис                              |
| 2018      | с   | Кевин подождёт                              | Kevin Can Wait                                  | Деннис                                    |
| 2018      | ф   | Нас не проведёшь                            | Nobody’s Fool                                   | Лоуренс                                   |
| 2019      | ф   | Меня зовут Долемайт                         | Dolemite Is My Name                             | Бобби Вейл                                |
| 2020      | с   | Фарго                                       | Fargo                                           | Лой Кэннон                                |
| 2020      | ф   | Ведьмы                                      | The Witches                                     |                                           |
| 2021      | ф   | Пила: Спираль                               | Spiral                                          | Иезекииль «Зик» Бэнкс                     |
| 2022      | ф   | Амстердам                                   | Amsterdam                                       | Милтон Кинг                               |
| 2023      | ф   | Растин                                      | Rustin                                          | Рой Уилкинс                               |

### Режиссёр
- 2003 — Глава государства / Head of State
- 2005 — Все ненавидят Криса / Everybody Hates Chris
- 2008 — Кажется, я люблю свою жену / I Think I Love My Wife
- 2014 — Пятёрка лидеров / Top Five

### Продюсер
- 1993 — СиБи 4: Четвёртый подряд / CB4
- 2001 — Пути Тэнг / Pootie Tang
- 2003 — Глава государства / Head of State
- 2008 — Кажется, я люблю свою жену / I Think I Love My Wife
- 2005—2009 — Все ненавидят Криса / Everybody Hates Chris
- 2010 — Смерть на похоронах / Death at a Funeral
- 2020 — Пила: Спираль

## Дискография
- 1991 — Born Suspect
- 1996 — Bring the Pain
- 1997 — Roll With the New
- 1999 — Bigger & Blacker
- 2005 — Never Scared